# Carrascal de Pericalvo
Carrascal de Pericalvo es una localidad española del municipio de Parada de Arriba, perteneciente a la provincia de Salamanca, en la comunidad autónoma de Castilla y León.

## Historia
Hacia mediados del siglo XIX, el lugar, por entonces con ayuntamiento propio, tenía contabilizada una población de 29 habitantes. Aparece descrito en el quinto volumen del Diccionario geográfico-estadístico-histórico de España y sus posesiones de Ultramar de Pascual Madoz con las siguientes palabras:

CARRASCAL DE PERI-CALVO: l. con ayunt. en la prov., part. jud. y dióc. de Salamanca 3 leg., aud. terr. y c. g. de Valladolid. sit. junto al r. Valmuza: tiene una igl. dedicada á Ntra. Sra. del Rosario, servida por el vicario de Parada de arriba (3/4 leg.), de la que es anejo. Confina el térm. N. con este último pueblo; E. Escobos; S. Pericalvo, y O. Posteros y Miranda de Pericalvo: se estiende 1/4 leg. de N. á S.; lo mismo de E. á O. y una leg. de circunferencia: está dividido en 9 1/2 yugadas, los pastos se aprovechan proindiviso en proporcion á las yugadas que cada uno posee, y la labor se hace á 3 hojas: la cabida total del terreno es de 750 fan.; 432 para la siembra de trigo, 90 para la de centeno, 3 para legumbres y 224 para pastos, en los cuales se encuentran esparcidas algunas encinas. prod.: trigo, centeno, legumbres, pastos y ganados. pobl.: 6 vec., 29 alm. cap. terr. prod.: 603,730 rs. imp.: 23,543 rs.
(Madoz, 1846, p. 609)

El municipio de Carrascal de Pericalvo desapareció de cara al censo de 1857, al incorporarse al de Parada de Arriba. En 2023, la entidad singular de población de Carrascal de Pericalvo tenía empadronados 9 habitantes, todos ellos en el núcleo de población de ese nombre.